# Ditak
Ditak (in armeno Դիտակ?) è un comune dell'Armenia di 749 abitanti (2008) della provincia di Ararat
.